# Последице Другог светског рата
Последице Другог светског рата сачињавају људски и материјални губици у периоду трајања рата, као и догађаји у периоду од отприлике 1945.-50.

#### Губици
Тачан број људских жртава Другог светског рата није утврђен нити ће икада бити утврђен. Разлог томе је делимично у томе што их је тешко разлучити од неких ратова који су вођени пре и после, а делом и у томе што се с бројкама из разних политичких разлога манипулисало. Већина процена спомиње бројку од 55 милиона људи, при чему се такође сматра да само 10% отпада на непосредне учеснике, тј. припаднике оружаних формација, док се остатак односи на цивиле. Због те несразмере се Други светски рат често наводи као пример тоталног рата.
Број рањених је био вишеструко већи, што, с обзиром на тадашњи број становника планете Земље, Други светски рат чини најкрвавијим сукобом у историји.
Рат је довео до драматичних демографских промена у многим областима света. Читаве етничке заједнице су или десетковане или присилно расељене. Најспектакуларнији пример представља готово потпуни нестанак Јевреја у Европи - они који су преживели холокауст су углавном емигрирали у САД или Палестину, где је ускоро створена држава Израел. 15 милиона Немаца је протерано из великог дела источне Европе, а нешто слично се догодило и италијанској мањини на источним обалама Јадрана.
И материјални губици су били велики. Готово на сваком подручју где су се водиле ратне операције дошло је до великог или потпуног уништења путева, мостова, железница, телекомуникацијских система и других облика инфраструктуре, а многе државе су доживеле озбиљно смањење властитих индустријских и других ресурса.
У рату су нестали и многи делови културне баштине, за шта је најбољи пример Варшава, која је након неуспелог устанка 1944. у потпуности разорена од стране Немаца, као и Дрезден чији је већи део 1945. спаљен у савезничком бомбардовању.

#### Промене граница
Већ у почетним фазама рата је постало јасно да ће он по свом завршетку довести до великих промена у будућем светском поретку.
Највидљивије промене биле су оне које су се тицале државних граница. СССР је након рата и формално у свој састав увео Естонију, Летонију и Литванију и проширио се на рачун Финске, Немачке, Пољске, Чехословачке и Румуније. Мировним уговорима су се на запад прошириле Пољска на рачун Немачке, односно Југославија на рачун Италије - с тим да је питање Трста решено тек 1954. године. Кина је од Јапана преузела острво Тајван, док је Кореја од Јапана стекла независност.
Сама Немачка је убрзо након рата подељена на Западну и Источну Немачку. Аустрија је такође повратила независност и године 1955. постала суверена и неутрална држава.

#### Политичке промене
Једна од дугорочнијих последица рата постала је јасна већ при самом крају ратних операција, када су се у Азији из глобалног развио на неким местима локални сукоб. Настојање бивших колонијалних сила Холандије и Француске да поврате суверенитет над територијама претходно изгубљеним од Јапана је довело до оружаних сукоба у Холандској Источној Индији и Индокини, односно до демонстрација и јачања покрета за независност у многим колонијама.
Британија, која је била крајње исцрпљена ратом, схватила је да више не може да одржава Британску Империју па је године 1947. Индији, односно Пакистану, признала независност. Две године касније су Французи то учинили Вијетнаму и напустили га, али тек након војног пораза 1954. године. Дотада је већ започео процес који ће се назвати деколонизација и током кога ће бивши колонијални поседи бити замењени низом нових суверених држава познатих под називом Трећи свет.
Деколонизација је била само једна од манифестација краја примата Европе у међународној политици. На место исцрпљених, понижених и девастираних бивших европских су дошле две државе око којих ће се следећих неколико деценија формирати глобални блокови - САД и СССР. Њихово супарништво, делимично мотивисано борбом за превласт у свету, а делимично несугласицама названо је Хладни рат, а граница између њихових сфера у Европи прозвана Гвоздена завеса - често навођена као једна од највидљивијих и најдуготрајнијих последица Другог светског рата.
У настојању да стекну пропагандну и другу надмоћ над Совјетима, Американци су у западну Европу уложили огромна средства у сврху економске обнове преко тзв. Маршаловог плана. Многе од европских држава, поготово оне у почетку неоптерећене потребом обнове оружаних снага, та су средства успешно искористиле за незапамћени економски узлет, па ће се тако с временом ратни губитници попут Немачке и Јапана успешно супротставити САД на економском пољу.
Други светски рат је такође многе у Европи уверио како ће континент свој примат у свету моћи барем делом повратити једино ако се надвладају традиционалне историјске поделе. Убрзо након рата почели су први дипломатски кораци који ће с временом довести до стварања Европске уније.

#### Културни утицај
Делом због свог трајања и димензија, а делом због тога што је био први оружани сукоб у коме су улогу имали нови масовни медији као радио и филм, Други светски рат је на светску културу уопште оставио снажан утисак који траје и данас и који се манифестује у два често противречна облика.
С једне стране су дотле незапамћена разарања дала још већи подстицај од Првог светског рата све јачем тренду пацифизма као доминантне идеологије, односно одбацивања рата као потпуно штетног друштвеног феномена који се мора избећи по сваку цену. Томе је додатно у прилог ишла и употреба нуклеарног оружја која је многе уверила како ће следећи Трећи светски рат бити још разорнији и садржавати ризик потпуног уништења људске цивилизације, односно нестанка људске врсте и живота на Земљи.
С друге стране је Холокауст, чије су размере и облици откривени тек након завршетка рата, за многе представљао још већи шок од самих ратних разарања. Спознаја да је једна цивилизована и просвећена држава у 20. веку способна да најсавременија техничка средства искористи у сврху геноцида, односно да би то наставила да ради по остатку света да није била заустављена оружаном силом многе је уверила како је Други светски рат имао оправдање, односно да представља један од ретких примера где се на учеснике може применити јасно разграничење између добра и зла.
- Последице Првог светског рата
- Хладни рат